# ナトリウム冷却高速炉

ナトリウム冷却高速炉の模式図

ナトリウム冷却高速炉（なとりうむれいきゃくこうそくろ、英語：Sodium-cooled Fast Reactor、略称：SFR）とは冷却材として液体金属ナトリウムを使う減速材のない高速炉である。
原子力開発の初期から存在する炉型であり、世界初の原子力発電に成功したEBR-I（冷却材はナトリウムカリウム合金）も含まれる。高速増殖炉と言われる原子炉の殆どがこの炉型である。第4世代原子炉の炉型の一つに選ばれている。
液体金属ナトリウムを使う利点は、中性子をあまり吸収しないため中性子経済が良く、燃料増殖が可能であること、沸点が高いため水炉のように炉を高圧に耐えるようにする必要が無いこと、配管の腐食性が低いこと、熱伝導性がよいため除熱能力が高いこと、水とほぼ密度が等しいため水ポンプ技術がそのまま使え、大型化が可能であることが挙げられる。
欠点は、酸素や水との反応性が高いこと、ボイド反応率が正、不透明であるため燃料交換時等のメンテナンス性に難があることが挙げられる。
直接核燃料に照射されるナトリウムは、放射化し、また一次系への影響を避けるために二次系ナトリウムと熱交換を行い、二次系ナトリウムが蒸気発生器で熱交換を行う。主な炉構造に炉心と中間熱交換器、ポンプを配管で接続したループ型炉と、それらを一つの大きな容器に入れたタンク型炉がある。
いずれも、ガードベッセルを持ち、破損時の炉心冷却喪失を防止する。

## ナトリウム冷却高速炉の一覧

### 日本
- 常陽
- もんじゅ
- 4S (原子炉)

### 旧ソ連・ロシア
- BN-350（アクタウ、カザフスタン共和国）
- BN-600 (ロシア）
- BN-800 (ロシア）
- BN-1200（ザレーチヌイ（ロシア語版、英語版）、ロシア）

### アメリカ
- PRISM (原子炉)
  - VTR(多目的試験炉)
- S1G・S2G - 潜水艦用原子炉の原型炉（S1G）と実用炉（S2G）。ただしこれらの炉はベリリウムを減速材として用いる中速炉であった。また、ナトリウムの漏洩による発火事故を起こしたことから早期に見限られ、実用炉の搭載艦は、加圧水型炉に換装された。

### フランス
- ラプソディ (原子炉)
- フェニックス (原子炉)
- スーパーフェニックス

### インド
- FBTR
- PFBR

### 中国
- CEFR
- CFR-600